# شينغو (اليابان)
شينغو هي بلدية في اليابان، وبلدة في اليابان، تقع في فوكوكا، ومقاطعة كاسويا، بلغ عدد سكانها 31,835 نسمة وذلك حسب إحصائيات سنة 2017، تبلغ مساحتها 18.93 كيلومتر مربع.

## الموقع
تشترك في الحدود مع:
- فوكوكا، فوكوكا
- كوغا، فوكوكا
- هيساياما  [لغات أخرى]‏.